# Георг Форстер

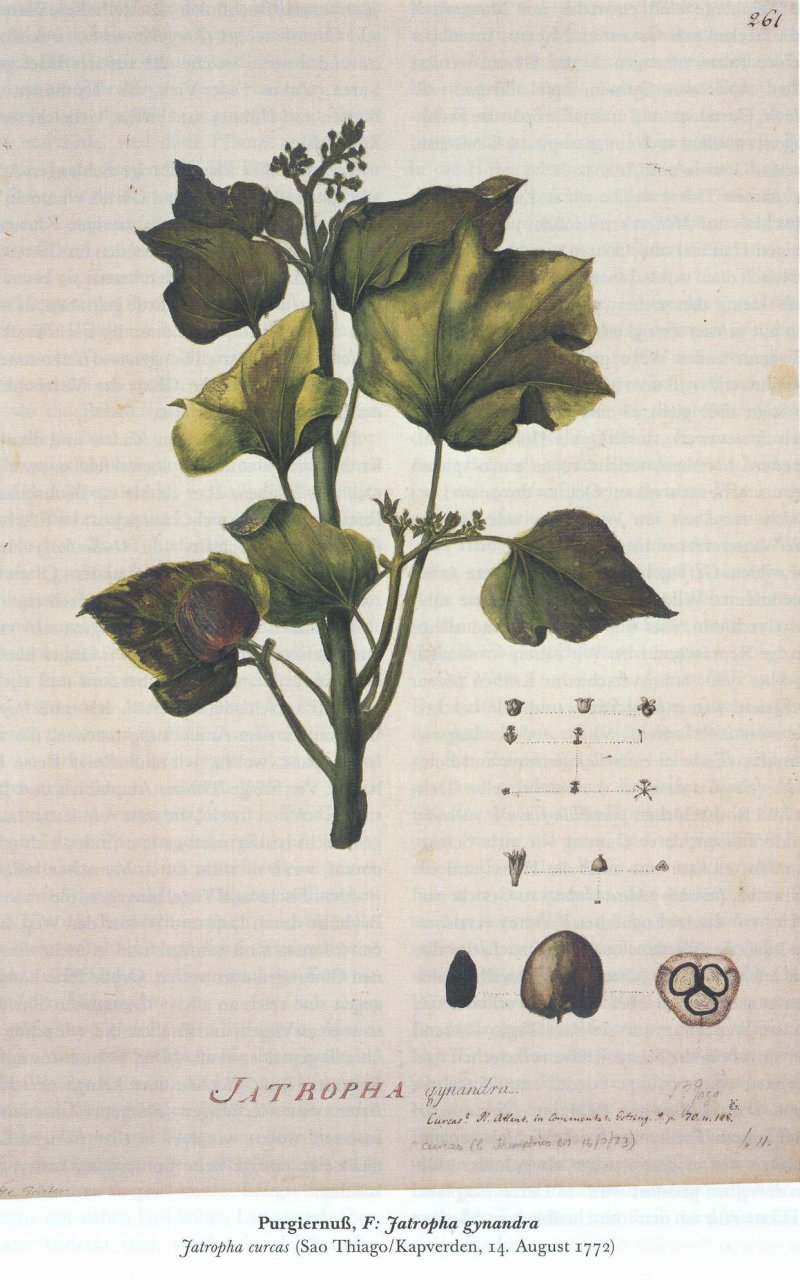
Виконана Форстером на островах зеленого мису ботанічна ілюстрація рослини Jatropha gynandra

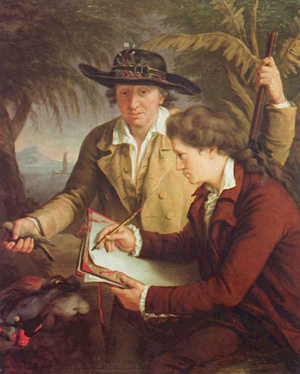
Йоганн Рейнгольд Форстер та Георг Форстер na Таїті, автор J. F. Rigaud, 1780.

Йоганн Георг Адам Форстер (нім. Johann Georg Adam Forster; 26 листопада 1754, пол. Mokry Dwór Поморське воєводство — 10 січня 1794, Париж) — польсько-німецький природознавець шотландського походження, етнолог, мандрівник, у 1784–1787 роках професор природничої історії у Вільнюському університеті; автор літератури про мандрівки та революціонер.
У молодому віці він брав участь у наукових експедиціях батька Йоганна Рейнгольда Форстера, в тому числі у другій експедиції Джеймса Кука по Тихому океану. Написана на основі записок батька звіту про поїздку книга A Voyage Toward the South Pole and Round the World (Мандрівка до Південного полюсу та навколо світу) є досі цінним етнологічним матеріалом для вивчення народів Полінезії. За цю публікацію Форстер у віці двадцяти двох років був прийнятий до Лондонського королівського товариства. Важливим результатом цієї поїздки були численні перші описи видів рослин, грибів та тварин, розроблені батьком та сином Форстерами, та у багатьох випадках ілюстровані малюнками Георга Форстера.
Після повернення у континентальну Європу Форстер присвятив себе активній науковій діяльності. Важливим епізодом у початковій фазі цього періоду стала дискусія з Бенджаміном Франкліном у 1777 році.
У 1778–1787 роках викладав природничу історію у нім. Collegium Carolinum у Касселі, згодом у 1784–1787 роках у Вільнюському університеті. У 1788 році отримав посаду бібліотекаря в університеті Майнца. Його зусилля протягом цього часу зосереджені на написанні есе з ботаніки та етнології, вступів до різних книг та статей, та перекладі книг про подорожі. Серед останніх були переклади щоденників капітана Кука.
Форстер був важливою фігурою періоду Просвітництва у Німеччині. Він листувався із багатьма відомими на той час людьми, у тому числі з його близьким другом Георгом Крістофом Ліхтенбергом. Його ідеї і особистість справили величезний вплив на Александера фон Гумбольдта — одного із найважливіших вчених XIX століття. Коли у 1792 році французи зайняли Майнц, Форстер був одним із засновників Клубу якобінців у місті та став відігравати ключову роль у створенні Республіки Майнца, яка була першою республіканською державою у Німеччині. У липні 1793, коли війська прусської та австрійської коаліції відновили контроль над містом, Форстер перебував у Парижі, як член делегації молодої Республіки Майнца, тоді імператорським указом він був позбавлений прав і засуджений до вигнання з імперії. Перебуваючи під враженням неможливості повернутися до Німеччини, відокремлений від друзів і сім'ї, він помер у Парижі у 1794 році від інсульту.

## Окремі публікації
- A Voyage round the World in His Britannic Majesty's Sloop Resolution, Commanded by Capt. James Cook, during the Years, 1772, 3, 4, and 5 (1777)
- Journal of travels in Poland (August-November, 1784), The Warsaw Voice, 1990 31 8-9
- Essays on the moral and natural geography, natural history and phylosophy (1789–1797)
- Views of the Lower Rhine, Brabant, Flanders (3 томи, 1791–1794)
- Letters (посмертна публікація листів, 1828)
- Florulae Insularum Australium Prodromus; Gottingae: Typis Joann. Christian. Dieterich, 1786.